# Mundulea barclayi
Mundulea barclayi là một loài thực vật có hoa trong họ Đậu. Loài này được (Hook.) Du Puy miêu tả khoa học đầu tiên.